# Gustav Schlotterer
Gustav Schlotterer, född 1 mars 1906 i Biberach an der Riss, död 16 maj 1989 i Düsseldorf, var en tysk promoverad nationalekonom och SS-Oberführer. Han var understatssekreterare i Riksekonomiministeriet och representant för Riksministeriet för de ockuperade östområdena. Efter Tysklands anfall på den tidigare bundsförvanten Sovjetunionen, Operation Barbarossa, var Schlotterer en av de ledande politikerna bakom exploateringen och exproprieringen av de av Tyskland ockuperade territorierna i öst.